# Eton Wick
Eton Wick is een dorp in het Engelse graafschap Berkshire. Het dorp ligt in het district Windsor and Maidenhead en telt 2.294 inwoners.